# Темпоне, Марсело
Марсело Темпоне (исп. Marcelo Tempone; род. 6 сентября 1962) — аргентинский шахматист, международный мастер (1980).
Чемпионат мира среди кадетов (Бельфор, 1979). Чемпион Аргентины (1987).

## Изменения рейтинга
| Графики недоступны из-за технических проблем. См. информацию на Фабрикаторе и на mediawiki.org. |